# 暴太郎戰隊Don Brothers
《暴太郎戰隊Don Brothers》，是由日本東映製作的《超級戰隊系列》第46部特攝作品，於2022年（令和4年）3月6日至2023年2月26日期間每週日上午9時30分在朝日電視台首播。

## 作品特色
- 以「虛擬實境」及採用日本民間傳說《桃太郎》為主題的戰隊。
- 此作邀請到曾任《鳥人戰隊噴射人》的主編劇井上敏樹執筆。
- 首次取締多年以來戰隊會於基地待命的設定，轉變為群像戲多線敍事[註 1]。
- 此作採用過往戰隊作品極少使用的連續劇手法推進劇情，而單元回則成為次要元素。
- 首次出現戰隊成員們在變身後呈現身高體型上的超大差異[註 2]。
- 此作每集標題皆全採用平假名與片假名（偶爾也有數字）[註 3]。
- 繼《宇宙戰隊九連者》後，片頭曲名再次不採用戰隊名稱；同樣亦延續前作《機界戰隊全開者》，片頭曲安排成員舞蹈[註 4]；至於片尾曲部分亦為首次只播放歌曲並沒有相對的特定片段，並為繼《侍戰隊真劍者》後第二次直接融入下集預告。
- 繼《獸電戰隊強龍者》後再次出現變身者們在未知同伴間的真實身份前共同合作戰鬥之設定。
- 繼《轟轟戰隊冒險者》與《天裝戰隊護星者》後，第三次出現超過兩個的敵對組織[註 5]。
- 繼《快盜戰隊魯邦連者VS警察戰隊巡邏連者》後第二次出現能變身為不同顏色的追加戰士（ Don龍悟空／ Don虎伏特）。
- 首次出現男性粉紅色戰士成員的戰隊[註 6][註 7]，同時亦是繼《爆龍戰隊暴連者》的暴Black／阿斯卡後第二位在劇情初期已婚的男性戰隊成員（ 雉Brother）。
- 其戰隊的服裝配色造型類似於《侍戰隊真劍者》，亦再次出現主公與侍從這種上下階級關係。
- 首次出現戰士可化身為迷你機械人，甚至出現以迷你機械人為主的迷你化戰鬥[註 8]。
- 其初期主要合體機械人（Don全界王）是首次只有紅戰士機組而沒有其他戰士成員的機組；並且亦首次出現擁有與人類等身型態的合體機械人（Don鬼退神）。
- 首次出現戰士儲積分的設定。
- 與前系列作《機界戰隊全開者》有著電視劇情上的連動，此作的紅戰士亦在該作第42集先行登場，而此作的紅戰士機組能夠與該作的紅戰士機組在電視劇集中進行合體，這是《超級戰隊系列》史上首創[註 9]，同時也可以說是《超級戰隊系列》的一大變革，然而實際上兩作故事是各自獨立，並無滲雜。
- 前作《機界戰隊全開者》的主演駒木根葵汰在此作中再次登場，並同時飾演同姓名的不同角色。也是繼《大戰隊風鏡Ｖ》以及《科學戰隊炸藥人》的春田純一（日语：春田純一）後，再次出現連續兩年出任同色戰士的演員[註 10]。
- 繼《海賊戰隊豪快者》後再次出現戰隊成員可變身為歷代戰隊的戰士[註 11]，而且迷你機械人戰鬥時亦可使用歷代戰隊的力量合體。
- 繼《忍者戰隊隱連者》後再次加入以《西遊記》為元素的戰隊成員（ Don龍悟空）。
- 除了使用《桃太郎》故事的相關梗外，還使用了與《超級戰隊系列》相關的梗[2]。

## 故事概要
故事設定在虛構的城市－王苦市，平凡人桃井陣於一次跑步時目擊一顆巨型桃子從天上降下，其後他走到該巨型桃子面前卻發現內有一個嬰兒。
21年後，剛獲得人氣的女高中生漫畫家鬼頭遙於一次使用手機時其手機則遭到神秘程式入侵，並且獲得一副神秘的墨鏡，而遙亦透過該墨鏡能夠看到超乎現實的實境以及偽裝為人類的神秘怪人。正當遙被這些神秘怪人圍毆時卻變身為鬼Sister與他們戰鬥，但隨後遙卻被誣陷抄襲他人漫畫，其作品亦因而被迫下架。
其後遙被帶到一處虛構空間內，並且與被囚禁在內的桃井陣會面，而陣亦指示遙「去找尋桃井太郎並向其宣誓效忠！」，而最後與其多次相遇的任職快遞的信緣熱血青年就是遙所尋找的桃井太郎／Don桃太郎，而其他作為太郎的侍從還有無職的風流人猿原真一／猿Brother、被誣陷有罪的逃亡者犬塚翼／犬Brother以及平凡的已婚男性上班族雉野剛／雉Brother。

## 登場角色

### 暴太郎戰隊Don Brothers
暴太郎戰隊Don Brothers，為由桃井太郎聯同4位個性獨特的夥伴以及後來加入的桃谷次郎與腦人三人眾組成的隊伍，為了挽救回失去理智的人類而換取戰士的力量，與人鬼、腦人及獸人展開戰鬥。而除了太郎、次郎以及腦人三人眾外，其餘4人則在成為戰士後卻有各自的厄運。
然而如果獲得Don Brothers的力量卻持續不是用於戰鬥的話，其力量便會消失。而在真一、遙、翼與剛成為戰士前，曾有大約5,000人成為Don Brothers。
桃井 太郎（ももい タロウ）／ Don桃太郎／ 黃金Don桃太郎
演：樋口幸平／三浦綺羅（童年時期）
「不能說謊的信緣者」。
不會說謊，甚至無法對他人說謊，並且一旦嘗試說謊的話其脈搏則會停止，但過了一陣子便會恢復。
本身似乎擁有著奇妙的超能力，同時也相信與他人的相遇即是緣份，然而擁有超能力的他在每隔數年便會出現虛弱無力的症狀，屆時他須吃下300顆以杵臼搗製的吉備糰子才能痊愈。
在擬態變身後則擅長劍術，並配以太陽眼鏡劍作為武器，同時亦配備坐騎圓矢騎乘者，而初時為了鍛鍊其隨從而於戰後無差別地攻擊他們。
其口頭禪為「很有意思！」。
為腦人世界伊甸沃的「Don王族」遺孤，還是嬰兒的他被放進一個桃型膠囊後被送到人類世界，並且被路過的桃井陣撿到後一直被其扶養長大，但後來因某種緣故而離家出走。
兒時曾向禮物不足的聖誕老人贈送其玩具，故此亦立志成為能遞送幸福的快遞員。
初時於一次偶然下與索諾伊相遇，兩人並因而建立了友好的交情，然而當兩人互相知曉對方的身份後一度反目，隨後太郎更被索諾伊利用自己不能說謊的特點透露自身弱點後遭其伏擊而消失。其後真一跟遙曾以兌換其「KIBI-POINT」點數讓太郎復活，然而太郎只復活一陣子卻再次消失；而索諾伊則反而一直對自己以卑鄙手段擊敗太郎一事而心感愧疚，故他決定向Don Brothers透露太郎只被送到異空間囚禁及休眠。最後次郎透過被索諾伊擊倒的剛一同進入異空間拯救太郎，太郎才得以返回人類世界。
其後索諾伊亦一直希望能與太郎決勝負，而太郎則在兩人的首次決鬥中獲勝。後來太郎收到出席索諾伊葬禮的請柬並被帶到伊甸沃，而在出席葬禮期間卻突然與只有空殼的索諾伊腦人戰士盔甲展開戰鬥，並且被其盔甲吸取了力量而一度喪失變身能力，然而最後太郎因借助Don村雨鯊的忍邪劍力量而恢復。
隨後太郎再與被腦人元老院復活的索諾伊展開第二次決鬥，然而卻被對方打敗。其後重傷的太郎則被次郎（冷酷人格）帶到「浮沉浪漂」予介人施手術救治，而手術成功後介人亦吸取真一、遙、剛以及「腦人三人眾」在進餐時所釋放的能量替太郎補充體力，以致太郎獲得強化裝備神輿不死鳥後能擬態變身為黃金Don桃太郎。
後來次郎邀請太郎前往其成長的華果村，同時翼透過觀察未來平行世界的遙的漫畫細節推斷沉睡之森與華果村有關，故亦跟隨兩人前往。其後太郎與翼則跟次郎的養父寺崎會面，期間兩人察覺對方為「企鵝」獸人。而在寺崎施計向次郎喂下企鵝摺紙時卻被太郎與翼目擊並制止後，太郎則聲稱為承擔「Don王族」以往的過錯而替次郎吞下企鵝摺紙，並且被送到沉睡之森囚禁後被另一名「企鵝」獸人複製，但實際上太郎為了能知悉前往沉睡之森的方法而反利用該「企鵝」獸人。而當太郎外貌的「企鵝」獸人帶同翼進入沉睡之森，而太郎亦將其企鵝摺紙吐出後讓該「企鵝」獸人回復原貌，最後太郎變身為黃金Don桃太郎後將大部分被獸人囚禁的受害者釋放，並警告在森林內的所有獸人不可以離開沉睡之森禍害人類。
其後太郎因腦人三人眾加入Don Brothers以及作為後繼人的次郎逐漸成長而導致其記憶逐漸重置，而最後在變身為Don桃太郎並將索諾娜與索諾亞打敗後則消失在火焰之中，下落不明。
猿原 真一（さるはら しんいち）／ 猿Brother
演：別府由來
「失去工作的風流人」，於Don 2話初登場。
嚮往閒寂幽雅的生活、一絲不苟且博學的無職風流才子，認為金錢是慾望的來源，故而從未工作過。
是個很好的商量對象，故亦被其附近的鄰居稱為「教授」。
擅長自創俳句、空想及以夏洛克·福爾摩斯般的敏銳觀察力分析，因此他亦會透過幫助他人解決問題以換取生活用的物資，另外他自身亦似乎擁有一旦接觸金錢便會灼傷的體質。
於一次拾獲並使用路人的手機時意外成為猿Brother，而在變身後其體型及四肢會顯得壯碩，而其特徵為力量。
於太郎被索諾伊伏擊打倒後，真一曾與遙為了復活太郎而以其「KIBI-POINT」換取，但太郎只復活一陣子便消失，同樣亦因其「KIBI-POINT」負數關係而失去自創俳句的才能，直到次郎與剛成功救出被囚禁於異空間的太郎後才恢復。
鬼頭 遙（きとう はるか）／ 鬼Sister
演：志田琥珀
「失去榮耀的漫畫家」，有著成為漫畫家志向的女高中生。
雖然曾憑其漫畫作品《初戀英雄》獲得漫畫獎，並得到了榮譽，但這在被選為戰士後便因被誣陷抄襲他人漫畫作品而泡湯，甚至被同學取暱稱為。
在擬態變身後以機敏的動作為其特徵，並配以黃色的狼牙棒Full Combo作為武器。
與身為女刑警的叔母兩人一起生活，並且在咖啡店「浮沉浪漂」兼職。
其烹飪得意作為俄式牛柳飯，但無論是料理與漫畫作品均一律被太郎評分為「25分」。
遙曾因協助太郎有功而獲得更多的「KIBI-POINT」點數，隨後她以點數換取其漫畫家人生的願望以及退出Don Brothers，並由一位女攝影師繼任成為鬼Sister。然而該名女攝影師亦同樣遭到被誣陷抄襲他人作品的厄運，甚至在承受其心理壓力下無法繼續拍攝。最後遙為了不想他人繼續承受自己的不幸而請求介人取消其願望並恢復為鬼Sister戰鬥，但其點數仍不會因其取消而恢復。
於太郎被索諾伊伏擊打倒後，遙曾與真一為了復活太郎而以其「KIBI-POINT」換取，但太郎只復活一陣子便消失，同樣亦因其「KIBI-POINT」負數關係，其雙腿則失去行動力，直到次郎跟剛成功救出被囚禁於異空間的太郎後才痊愈。
其後索諾薩因閱讀遙的《初戀英雄》而產生情感，故索諾薩亦開始要求遙創作續集，然而遙於初期因自己多次瓶頸期而未能交出讓索諾薩滿意的作品。
後來得知讓自己被誣陷抄襲漫畫作品的椎名直樹則為來自未來平行時空的自己，而最後在對方返回其時光後則在對方請求下替其完成《新·初戀英雄》最後一集的最後一部分。
最後遙藉其創作漫畫《暴太郎戰隊Don Brothers》而獲得「日本漫畫大獎」，其後遙於一次收取快遞時則遇見與太郎相似的快遞員。
犬塚 翼（いぬつか つばさ）／ 犬Brother
演：柊太朗
「失去安穩的逃亡者」，於Don 2話初登場。
討厭挖苦別人，但本身卻是不信任他人的利己主義。
曾為舞台劇演員，而本身亦有女友夏美，但於一次兩人聯同其劇團同伴在郊外旅館過夜時，夏美卻被「鶴」獸人擄走後下落不明，而翼亦被對方警告一年內不可向任何人透露其事，而其劇團同伴同樣被「鶴」獸人喂下紙鶴後一直昏迷不醒，同時翼亦因為夏美的失蹤而成為通緝犯。
初期其通緝令並沒有懸賞金額，後來被添加的懸賞金額為100萬日元。
其父親為廚師，故翼亦從其父親身上習得廚藝，不過其父親則與翼同樣為被冤枉的逃犯。
在擬態變身後身高僅有1米，其特徵為飛毛腿，並擁有狗的嗅覺以及配以黑色五角星型的手裏劍作為武器。
其後於一次偶然下得知美穗為剛的妻子，故此向剛提出到雉野家吃晚飯，然而期間在三人談話期間美穗卻被翼的說話觸發，隨後她便尾隨翼聲稱自己就是夏美，而兩人的相擁亦被尾隨的剛留目擊，最後翼更將美穗帶走。其後剛將翼出賣，通知警方將翼拘捕。後來警方雖證實夏美已尋獲，但同時亦因察覺多名於失蹤後被尋獲的人士其行為已變為獸人，故亦要求翼監視對方，藉此取消對翼的通緝。
隨後翼意外目擊美穗正吞噬一個亞諾尼，其後狹山刑警外貌的「貓」獸人亦出現阻止並與其進行戰鬥，事後美穗逃去；而翼亦在該「貓」獸人吞噬亞諾尼時卻意外進入沉睡之森，結果翼隨即被一名「貓」獸人喂吃「貓」摺紙後昏迷，而自己亦被對方複製。其後翼則被當時身穿布偶裝的來自未來平行世界的遙所救，在吐出「貓」摺紙後則成功從沉睡之森中逃脫，並且將複製自己的「貓」獸人消滅。然而因該「貓」獸人曾在一間餐廳製造騷亂，故導致翼再次遭到通緝，但後來則被撤銷。
其後翼曾遭到Don村雨鯊的襲擊而導致雙目暫時性失明，期間他則被其誤以為是夏美的索諾妮救走並一同逃避Don村雨鯊的追殺。隨後當Don村雨鯊變回忍邪劍休養時卻意外被狹山刑警外貌的「貓」獸人所奪取，而恢復視力的翼則與該「貓」獸人進行戰鬥，並且在成功奪走該「貓」獸人手上的忍邪劍後則以之將其消滅，而Don村雨鯊亦確定其能力而決定跟隨翼，但隨後索諾妮則對翼謊稱「只要以忍邪劍將夏美樣貌的『鶴』獸人擊敗便能將夏美救回」。
而聽信索諾妮謊言的翼則以忍邪劍美穗戰鬥，然而當翼準備給予美穗致命的一擊時，索諾妮卻以自身為美穗擋下攻擊而受傷，隨後負傷的索諾妮則對翼說出真相。其後當剛從被翼重傷的美穗知曉後則與翼戰鬥，兩人在戰鬥期間索諾妮亦為翼擋下變身為雉Brother的剛槍擊。而最後索諾妮因先後兩度攻擊而死，而翼則為救索諾妮故以其「KIBI-POINT」點數換取索諾妮復活讓其重生，但相對的是其無故遭到通緝，而其懸賞金額為500萬日元。
然而後來翼於一次帶同夏美與剛談話時遇上警方的追捕，未料夏美則拒絕與其一同離開，隨後他於被警方包圍時亦因索諾妮的解救才成功脫險。
而最後他與夏美分手後與同樣被通緝的索諾妮成為情侶並且一同繼續被通緝的逃亡生活，而兩人共同的懸賞金額為1,500萬日元。
雉野 剛（きじの つよし）／ 雉Brother
演：鈴木浩文
「什麼還沒失去的上班族」，一位平凡並且欠缺自信的男性。
初期與其他Don Brothers戰士不同的是成為戰士後卻未有失去任何東西，並且特別疼愛其妻子美穗，甚至為了保護美穗而不惜一切，但實際上美穗為「鶴」獸人之一。
於一次使用手機時意外被選為雉Brother，而在擬態變身後其身高有220厘米，並附有可飛行的翅膀，擅長空中戰。
曾因對其妻子的慾望而先後人鬼化為激走鬼、太陽鬼以及百獸鬼（王）。
後來剛曾因目擊美穗與翼相擁且被帶走而將翼出賣，通知警方將翼拘捕，然而剛於一次重遇美穗時卻被對方聲稱不認識，兼且被警方拘留。後來被釋放的剛雖向其他人聲稱自己的妻子已回家重聚，但實際上剛卻以一個洋娃娃充當其妻子，直至美穗的歸來。
而當美穗再次離家出走後，剛亦因「尋找自己妻子」的慾望而人鬼化為百獸鬼（王），但隨後他則被腦人監視隊的三人聯手打敗而被送進異空間囚禁及休眠，其後因索諾伊於沉睡之森內轉動「饒恕之輪」而聯同一群曾成為人鬼兼且被腦人打敗的宿主返回人類世界。其後剛從眾人證言得知美穗為獸人後曾一度不能接受事實，然而最後剛還是決定選擇放下其與美穗的回憶。
後來剛於與翼的女友夏美單獨談話時知悉對方曾作有關美穗的夢，而最後夏美於與翼分手後則向剛表白。
桃谷 次郎（ももたに ジロウ）／ Don龍悟空／ Don虎伏特
演：石川雷藏
「太郎的替代者」，從農村來到東京的熱血男子，於Don 14話初登場。
似乎與太郎同為「Don王族」的遺孤，但與太郎的關係不明。
於嬰兒時期跟太郎同樣乘坐桃型膠囊來到人類世界，而次郎卻被漂流到華果村兼且被「企鵝」獸人寺崎拾獲並撫養長大。
認為自己是「天生的英雄」，故自小便開始不斷鍛鍊自己。
曾擁有雙重人格：一方人格天真單純；而另一方人格卻是狂暴冷酷，兩方人格甚至能分裂實體化。另外亦因其天真人格的單純個性以及其雙重人格關係，故初期並被其他Don Brothers戰士的冷淡看待。
原本只有冷酷一方的人格，後於兒時於一次與其一同長大的鄉村好友（實為寺崎所製造的幻象）遊玩《籠中鳥》時遭受感化而衍生其天真的人格。
能使用龍虎之戟擬態變身為Don龍悟空與Don虎伏特，變身後擅長功夫，並且擁有奪去其他Don Brothers隊員的太陽眼鏡以及透過相應的太陽眼鏡變身其相應的隊員。
於高中時期休學旅行前往王苦市時遇上與其他學生鬥毆的太郎，故而開始崇拜太郎為偶像，並且希望有朝一天能戰勝太郎。
後來次郎（天真人格）從寺崎口中知悉一切真相以及目睹其朋友的消失後曾一度失落，但隨後在其冷酷人格的鼓勵下重新振作，而最後其兩方人格更二合為一。
其他登場作品：《爆上戰隊BoonBoomger formation lap 銀河系的處理屋》
腦人三人眾
參照腦人戰士。

#### Don Brothers的協助者／相關者
五色田 介人（ごしきだ かいと）／ 全開凱撒BLACK
演：駒木根葵汰
咖啡店「浮沉浪漂」的老闆。
以全開凱撒BLACK的身份為Don Brothers提供支援，並同樣作為「KIBI-POINT」的管理員。
其外貌酷似《機界戰隊全開者》的全開凱撒變身者五色田介人，卻為完全不同的人。
曾藉Don Brothers救助他人的功勞歸於自己而成名，更甚至推出自己的寫真集。
桃井 陣（ももい じん）
演：和田聰宏
撿到太郎並將其養育成人的養父。自從撿到太郎以後，不知為何停止衰老。
後來因養育太郎的罪名而被囚禁於與人類世界、伊甸沃以及沉睡之森之間的邊緣虛擬監獄內，並作為獸人封印的守護人，但本身可以化為「Avatar」在各處出沒。
分發不可思議的太陽眼鏡，聚集不同個性的4人作為太郎的隨從。
其後因獸人一事已解決，故陣亦能離開虛擬監獄外出。

### 腦人
腦人（ノート），為住在人類無法得知的高次元世界─伊甸沃的居民，對人類世界的事物感興趣，以排列著人類引以為傲的畫作作為藏身據點。
須靠人類的波動以穩定伊甸沃，但亦因人類的慾望打亂了伊甸沃波動的關係，故腦人會對充滿慾望的人類所變成的人鬼採取消滅的行動（將其傳送到異空間囚禁），同時亦對於Don Brothers將人鬼變回人類之事以否定的態度看待。
然而腦人亦擁有於聖誕節停止戰鬥兼且化身為聖誕老人向人類派發禮物的傳統，以感謝人類能提供其波動。

#### 腦人戰士
由腦人元老院派遣的戰士。
戰士們會透過配戴於左手腕的腕輪穿著腦人戰士的盔甲，而其共通點均為以其胸前的腦人盾作為武裝。
腦人三人眾
為初期受腦人元老院的派遣將化為人鬼的人類消滅的三名腦人戰士，然而三人皆各對人類的事物感興趣。
後來三人因受被腦人元老院派遣監視三人的監察官索諾希對三人私下與作為敵人的Don Brothers戰士接觸的行為匯報予腦人元老院，故腦人元老院認為三人為腦人的「墜落者」，而最後被驅逐的三人則決定投靠Don Brothers。
 索諾伊
演：富永勇也
「高貴的腦人戰士」。
興趣是繪畫鑑賞，非常穩重舉止優雅，並自稱在伊甸沃亦經常走在時尚最前端。
以一級劍·男爵劍以及紺青色的腦人盾為武器，並擅長一刀兩斷戰術。
於一次偶然下與太郎相遇，並與其建立了友好的交情，並且約定將一同吃關東煮，然而當兩人互相知曉對方的身份後反目，隨後更利用太郎不能說謊的特點讓其透露自身弱點後趁機將太郎打敗，但其後索諾伊卻因覺得自己只是利用太郎的弱點並非以自身實力擊倒他而心懷愧疚。而最後索諾伊決定向Don Brothers透露太郎的所在，並透過將附身鬼化的剛擊倒後讓次郎逮到機會進入異空間拯救太郎。
隨後索諾伊亦一直希望能與太郎決勝負，而索諾伊則在兩人的首次決鬥中落敗。其後Don村雨鯊則將遺體帶回伊甸沃，而腦人元老院更為索諾伊舉辦葬禮，並邀請太郎出席，卻同時腦人元老院亦透過索諾伊的腦人戰士盔甲吸收太郎的力量後再灌進予索諾伊的遺體讓其復活。
復活後的索諾伊似乎因吸收了太郎的力量，其戰鬥力及腦人盾因而獲得強化，但同時其個性及言行卻變得與太郎相似，隨後更於與太郎的第二次決鬥中獲勝。後來於一次聯同索諾妮與索諾薩在一處關東煮流動攤位偶遇太郎、真一跟遙三人，而索諾伊於嘗到關東煮後則被感到至流淚並回復原有個性。其後索諾伊亦開始常光顧該關東煮流動攤位，甚至被其東主稱呼為。
其後索諾伊聯同索諾妮與索諾薩被腦人監視隊驅逐後，索諾伊為表達能與Don Brothers合作的誠意，故透過陣的協助下進入沉睡之森轉動藏於森林內的「饒恕之輪」，將所有囚禁於異空間內曾成為人鬼的人類釋放。
 索諾妮
演：宮崎亞美紗
「妖艷的腦人戰士」，於初登場。
對人類的戀愛感興趣，故有時會與其他人類男性約會談話以求更深入了解。
以可拆式雙刃劍二重弓·禿鷹矢以及純白色的腦人盾為武器，並以二刀流戰術為主。
因緣與翼相遇且與其談話時遭受感動，兼且於一次偶然下得知翼亦為Don Brothers戰士的身份，其後索諾妮卻開始單方面對翼產生情愫。
後來翼曾遭到Don村雨鯊的襲擊而導致雙目暫時性失明時則將其救走並一同逃避Don村雨鯊的追殺，期間翼曾一度誤認索諾妮為夏美，隨後當恢復視力的翼以忍邪劍將狹山刑警外貌的「貓」獸人消滅後，索諾妮卻對翼謊稱「只要以忍邪劍將夏美樣貌的『鶴』獸人擊敗便能將夏美救回」。然而後來當翼準備以忍邪劍給予美穗（夏美外貌的「鶴」獸人）致命的一擊時，索諾妮卻以自己為美穗擋下攻擊而受傷，而負傷的她則與翼說出真相。最後索諾妮因先後被忍邪劍與雉Brothers的槍擊而死，而翼則為救索諾妮故以其「KIBI-POINT」積分換取索諾妮復活。
最後似乎因協助再次被通緝的翼逃走而成為通緝犯，並且於翼與夏美分手後則與翼成為情侶，而兩人的懸賞金額為1,500萬日元。
 索諾薩
演：高橋慎之介
「粗暴的腦人戰士」，於初登場。
對人類的喜怒哀樂感興趣，但經常在不合時宜的地方又哭又笑，而且外出時亦經常手持類似長矛的傘。
以三刃槍·影槍以及灰茶色的腦人盾為武器，並擅長激烈的三段突刺戰術。
於一次偶然閱讀遙的《初戀英雄》後產生情感，更甚至強行要求遙創作續集；後來更開始指導遙創作漫畫，而遙更稱呼其為「編輯長」。
腦人監視隊
為受腦人元老院所派遣將被認為是腦人「墜落者」的腦人三人眾處決的三名腦人戰士。
與腦人三人眾相比，三人卻為喜愛欺負人類，然而三人的私下關係並不融洽。
通稱，但三人則不喜歡該稱呼；另外三人所持有的吹箭亦能加劇被擊中者的慾望。
 索諾希
演：廣瀨智紀
「潔癖的腦人戰士」，於Don 37話登場。
以女性的口吻說話的男性，並且擁有相當大的潔癖，但卻會以其金色的耳垢作弄人。
會利用空氣檢測儀測量其所在的空氣潔淨度，一旦不符合其潔淨標準的話，便會向在場的人噴上大量的消毒粉末，甚至會召喚亞諾尼將對方捉走。
以能變形為鞭子的四苦無·紅影以及深紅色的腦人盾為武器，並能從四面八方攻擊敵人；另外索諾希亦能透過吹奏陶笛召喚亞諾尼。
初現身時為受腦人元老院派遣監視腦人三人眾的監察官，但同時亦為三人的厭惡對象，而三人亦曾為打敗索諾希而與Don Brothers聯手，藉著由大野稔身上抽取未成熟的附身鬼後植入索諾希身上，讓其人鬼化為星獸鬼（王），然而索諾伊卻仍認為索諾希為腦人的一分子而中途放棄。而最後索諾希在星獸鬼王被虎龍攻神與Don黃金鬼退神聯手打敗而恢復原狀，事後索諾希在離開前更揚言不會放過腦人三人眾以及Don Brothers。
後來再度現身時則聯同索諾可與索諾洛克將人鬼化為百獸鬼的剛擊敗，並且將腦人三人眾驅逐。
最後被索諾亞以忍邪劍處決。
 索諾可
演：高井真菜
「美麗的腦人戰士」，於初登場。
會詢問路人「在這世上最美麗的女人是誰？」，但無論對方回答正確與否也會被其粗暴對待。
以五速劍·小子護手禮劍以及淡紫色的腦人盾為武器，並擅長敏捷的五星級劍術。
最後被索諾娜奪取其腦人戰士盔甲後隨即被對方處決。
 索諾洛克
演：小柳心
「剛健的腦人戰士」，於初登場。
會假意協助有需要的人，但最後則為欺負對方。
以流星鎚外形的六棘棒·參禪棍以及黑鐵色的腦人盾為武器，並能粉碎其已鎖定的敵人。
最後被索諾亞奪取其腦人戰士盔甲後隨即被對方處決。

#### Don王族
Don王族，原為伊甸沃的王族，主倡腦人與人類在人類世界共存，正因如此而被腦人滅族。
曾為追求更加穩定的波動而製造獸人，卻因結果失敗而將獸人囚禁在沉睡之森內。
太郎與次郎本身亦是「Don王族」的一員，然而在「Don王族」被腦人滅絕前則被送往人類世界。
桃井 太郎（ももい タロウ）
參照暴太郎戰隊Don Brothers。
桃谷 次郎（ももたに ジロウ）
參照暴太郎戰隊Don Brothers。
Don·殺手
演：樋口幸平（分飾）
於登場。
為「Don王族」為了在Don Brothers忘記本身的使命而暴走時用於抹殺他們的高智能機械人，其外貌則與太郎相似。
而介人則管有其召喚按鈕，並將該按鈕收藏在一個密碼保險箱內。然而真一、遙、剛與次郎於一次替介人為「浮沉浪漂」進行大掃除時發現該保險箱，並且真一、遙、剛將各自的生日日期作為密碼而意外開啟其保險箱，最後他們取出該按鈕亦按下後因而讓Don·殺手出現並襲擊他們。
而最後Don·殺手則與Don·殺手·殺手一同離開地球繼續與對方進行對決。
Don·殺手·殺手
演：別府由來（分飾）
於登場。
為「Don王族」為免Don·殺手的暴走而製造的高智能機械人，其外貌則與真一相似。
其召喚按鈕則藏於寺崎的駐守警崗中，而次郎亦在旺盛的好奇心下按下按鈕將之召喚。
而最後同樣與Don·殺手離開地球繼續與對方進行對決。

#### 其他
亞諾尼
腦人的兵卒。
在人類世界會偽裝人類，並會聽從腦人的命令進行戰鬥。
其各以毆槌·亞諾槌作為武器。
 Don村雨鯊
聲：村瀨步
「鯊魚的化身戰士」，於Don 17話初登場。
為腦人元老院利用「Don王族」的科技，以光粒子聚集創造的人工生命體，而其本體為身兼武器的忍邪劍。
擁有鯊魚般的鰭，擅長使用忍者的技能「水遁之術」以潛入戰場進行突襲的作戰技巧。另外他跟Don桃太郎與Don龍悟空／Don虎伏特同樣擁有「Alter」型態，並且與Don Brothers同樣能擬態變身為歷代戰隊戰士。
其本體忍邪劍與Don桃太郎的太陽眼鏡劍相比還要銳利，刀刃部分則為鋸齒，並且其力量亦足以殺死成為了「不可殺之人」的獸人。另外初期除了能駕馭其力量的太郎外，其他人一旦接觸忍邪劍，持刀者便會失去理智，並只會敵我不分地攻擊；而同樣地Don村雨鯊有時會因感到體力透支而變回忍邪劍沉睡。
因不明原因被Mother喚醒，並產生自我意識後聽從其指示行動，而其本身一直對自己的身世及未來感到迷惘，而Mother卻指導Don村雨鯊只要繼續戰鬥便會獲得成功。
在索諾伊與太郎的決死戰後將被打敗的索諾伊遺體抱回伊甸沃，其後Don村雨鯊與腦人元老院長老達成協議而獲得自由。
而索諾薩曾為了能平靜讓生性狂躁的Don村雨鯊而以遙的漫畫將其封印，但實際上忍邪劍仍能以自身的力量擺脫，然而Don村雨鯊卻為了能繼續學習而決定暫時跟隨索諾薩。
後來Don村雨鯊認為索諾薩已沒有繼續學習的空間而選擇離開，其後Don村雨鯊則遇上翼並對其施襲，兼且在翼被被索諾妮救走後則追殺兩人。然而當Don村雨鯊在追殺兩人期間正好被正考取駕駛執照的遙以汽車擊敗，隨後在變回忍邪劍休養時卻意外被狹山刑警外貌的「貓」獸人所奪取，而最後翼於與該「貓」獸人戰鬥並且成功奪走其手上的忍邪劍後以之將其消滅，事後Don村雨鯊則便決定跟隨翼。
後來Don村雨鯊卻無故離開翼，並且在索諾亞的召喚下成為其武器，不過最後Don村雨鯊則對其反感而反抗對方。
Mother
聲：能登麻美子
指導Don村雨鯊行動的謎之聲音，於Don 17話初登場。
索諾娜、索諾亞
演：本橋由香（索諾娜）、村上幸平（索諾亞）
兩人皆為腦人中最強的處刑人，於Don 49話初登場。
兩人皆各奪走了索諾可與索諾洛克的腦人戰士盔甲後隨即將其處決，而索諾亞亦在獲得忍邪劍後並以之抹殺索諾希。
然而最後因Don村雨鯊則對索諾亞的反感而反抗對方，其後兩人皆被Don桃太郎消滅。

### 獸人
獸人（ジュート），為侵襲人類世界與伊甸沃的存在，腦人極為恐懼的對象，而腦人本身的力量亦無法擊敗獸人。
實為由「Don王族」為追求更加穩定的波動而製造的人工生命體，但結果卻因失敗而被「Don王族」囚禁於沉睡之森內。
其特點是折疊及操控「摺紙」，並且會以其所摺的「貓」、「鶴」、「企鵝」三種不同動物摺紙來區分力量等級。
擁有吞噬亞諾尼以及複製人類甚至腦人的能力，而每位獸人亦只能複製一次，而獸人在複製對方過後亦會同時擁有對方的外貌、記憶、意識甚至力量，兼且成為「不可殺之人」。
然而一旦該獸人的複製對象成功逃脫沉睡之森的話，該獸人則不再為「不可殺之人」；而同樣地如果其仍在沉睡之森的複製對象死亡的話，該獸人亦會隨之而死；另外Don村雨鯊的忍邪劍則擁有殺死已成為「不可殺之人」之獸人的力量，但相對的是其仍在沉睡之森的對象亦會同樣死亡。
另外陣同時亦身為獸人封印的守護者，以阻止獸人出現在人類世界與伊甸沃作亂。
而最後太郎則以計成功進入沉睡之森，並且將大部分被獸人綁架的受害者釋放後則警告於森林內的獸人不可以離開森林禍害人類。
貓獸人
「隨心所欲地玩耍」，為獸人等級中最低而且數量最多。
擁有對肉類暴吃的本能；而其獸人型態則以鉤爪作為武器。
狹山 健兒（さやま けんじ）
演：杉本凌士
多次追捕翼的刑警，於Don 5話初登場。
他曾因其打算退休前以逮捕翼這項功績來獲得「警視總監獎」的慾望而人鬼化為警察鬼（王），後來在Don桃太郎成功擊敗警察鬼王後回復其人類樣貌。
後來他於一次乘坐遊覽車時聯同車上的所有人在駛經一條隧道時全數被「貓」獸人擄走，其後更成為其中一位被「貓」獸人複製的對象。
而最後複製其樣貌的「貓」獸人則被翼以忍邪劍殺害。
犬塚 翼（いぬつか つばさ）／ 犬Brother
參照Don Brothers。
鶴獸人
「擅長編織故事」，其獸人等級中較「貓」獸人高但數量不多，並且會管理「貓」獸人。
其獸人型態以鶴形單刃劍作為武器。
雉野 美穗（きじの みほ）
演：新田桃子
剛的妻子，實為將夏美複製的「鶴」獸人，於Don 2話初登場。
因其對象的美容師夢想而以美容師自居，後來則因緣成為剛的妻子。
而於太郎面前現身時則透露關於獸人的一切，卻對身為「Don王族」一分子的太郎抱有不滿。
曾於翼在雉野家吃晚飯時則被翼的談話所觸發而跟隨其離去，期間當剛再次遇上美穗時卻被對方聲稱不認識，但後來美穗因不明理由而回到雉野家與剛重聚。
其後美穗與翼對決時被其以忍邪劍所傷，隨後她亦再次離家出走。
而當美穗於知曉太郎被「企鵝」獸人複製後則掌摑其，讓對方擁有太郎的意識，而最後當太郎與翼釋放了囚禁於沉睡之森的人類後，當時與大量「貓」獸人對決的美穗卻不敵其而死。
倉持 夏美（くらもち なつみ）
演：新田桃子（分飾）
曾為翼的女友兼過往與其同劇團的同伴，其中一位被「鶴」獸人複製的對象，於Don 5話初登場。
她於一次聯同翼以及其劇團同伴在郊外旅館過夜時被「鶴」獸人喂下紙鶴，隨後更被「鶴」獸人擄走並被複製其外貌後昏迷。而最後當翼與太郎外貌的「企鵝」獸人一同進入沉睡之森後則被救回並甦醒。
其後夏美亦向翼提及在昏迷期間曾做關於美穗的夢境；然而翼在帶同其與剛談話時則遇上警方的追捕，但自己卻選擇拒絕與翼一同離開，隨後夏美與剛兩人談話時亦提及其夢境。
而最後夏美與翼分手後則向剛表白。
企鵝獸人
「王族的象徵」，為獸人等級中最高但數量稀少。
寺崎（てらさき）
演：一三
身兼沉睡之森守林人的「企鵝」獸人，而其對外身份則為駐守華果村的警官，於Don 14話初登場。
其複製對象原為「Don王族」的守衛，並且在被其複製後已於沉睡之森休眠了一百年。
因其複製對象即將壽終正寢，後來因緣撿到還是嬰兒時期的次郎後則為了讓其成為沉睡之森的繼任守林人而將次郎養育成人，然而為了不讓次郎孤獨而製造只有次郎與其本人才能看到的村民幻象。
其後於施計向次郎喂吃企鵝摺紙時卻被太郎與翼目擊並制止，而在太郎替次郎吞下企鵝摺紙兼且被另一名「企鵝」獸人複製後則對次郎說出真相。
而最後在索諾伊進入沉睡之森後則告知對方「饒恕之輪」的所在。其後寺崎因其複製對象的壽命終結而逝世，而其村民幻象亦繼而消失。
桃井 太郎（ももい タロウ）／ Don桃太郎
參照Don Brothers。

### 其他角色
人鬼
由內心產生慾望的人類（甚至人類靈體的執念）所演變的怪物。
當人類開始人鬼化時，就會逐漸失去自我的理智，而且變成人鬼後如果遭到腦人擊敗的話則會被送到異空間囚禁及休眠；但相反的是以Don Brothers的技能或裝備擊敗後，就會恢復人類原貌。另外亦有人鬼同樣會自行巨大化為人鬼王。
而由人類靈體的執念所演變的人鬼並無實體，一般攻擊對該類型的人鬼無效，只有滿足宿主的慾望才能讓該類型人鬼消失。
另外腦人亦可以得知擁有慾望的人類，並能加速其人鬼化；同樣亦能將未成熟的人鬼從人類宿主上抽離並移植至其他人（甚至腦人）身上。
人鬼王
人鬼巨大化後的形態，而巨大化後其外貌亦有明顯差異。
花村 仁（はなむら ひとし）
演：本田響矢
遙的同學。
曾為遙的男友，隨後於遙被誣陷抄襲他人作品後則選擇拋棄其，但其後反而多次糾纏遙。
後來被提及因病回到家鄉休養而沒有繼續上學。
山田部長
演：瀧晃太朗
剛的上司，於初登場。
曾因其「想要能幹的部下」之慾望而人鬼化為大鬼（王），然而最後則被虎龍攻神擊敗後才變回人類。
鬼頭 百合子（きとう ゆりこ）
演：三輪瞳
遙的叔母，是名刑警，於Don 2話初登場。
曾被三名亞諾尼綁架，後來她被Don Brothers救出後亦開始調查眾曾失蹤人士在被尋獲後成為獸人的案子。
在翼被警方拘捕後則接手翼的案子，同時她亦被翼的俊俏外貌所吸引，甚至更形容翼於「松竹梅」料理等級中位處於最高級的「松」級別。
石川（いしかわ）、竹中（たけなか）、桐山（きりやま）
演： 植田敬仁（石川）、竹内啓（竹中）、遊佐亮介（桐山）
三人皆為「白熊」宅急便的員工。
大野 稔（おおの みのり）
演：榊原卓士
鍾情於自家相傳的忍者流派的男子，於Don 11話初登場。
其自家則經營牧場。
因曾敗於太郎關係，故亦曾多次其「將太郎打敗」的慾望而相繼人鬼化為手裏劍鬼、魔法鬼（王）、轟轟鬼等，而前兩者被Don Brothers打敗；後者卻被索諾伊打敗。
其後因不知何故而回到人類世界，並且亦因其慾望而衍生人鬼，不過最後當時仍未發展成熟的人鬼卻被索諾薩從其身上抽離。
後來腦人監視隊曾為了打敗Don Brothers以及腦人三人眾而看中擁有強烈慾望的他，故對之發射多發吹箭後讓其人鬼化為王樣鬼，但最後仍被Don桃太郎擊敗而恢復為人類。
瑠美
演：朝乃明里
次郎的青梅竹馬兼前女友，於Don 14話初登場。
實為由寺崎（「企鵝」獸人）所製造的幻象，而除了寺崎與次郎外其他人則不能看見她。
最後因寺崎的逝世而在次郎眼前消失。
關東煮的老人
演：大高洋夫
為Don Brothers以及腦人三人眾（尤其是索諾伊）常光顧的關東煮流動攤位東主，於Don 34話初登場。
他曾因其希望有「能讚賞其關東煮的客人」的慾望而人鬼化為特搜鬼（王），但最後被Don Brothers打敗而恢復原狀。
未來的Don村雨鯊
聲：村瀨步（分飾）
來自未來的平行時空，於登場。
為追殺未來平行時空的遙而來到眾人所在的時光。
與Don村雨鯊不同的是其身上則帶有金色條紋。
而最後在巨大化後則被暗黑鬼退神村雨鯊擊敗。
未來的鬼頭 遙
演：志田琥珀（分飾）
來自未來的平行時空，於Don 43話正式登場。
因對戰鬥感到疲倦而以「KIBI-POINT」兌換返回自己最受歡迎的時代度假，然而因時空錯亂而來到眾人所在的時光，並且以「椎名 直樹（しいな ナオキ）」的漫畫家身份創作《失戀騎士》，卻亦因其漫畫情節與遙的《初戀英雄》相似而間接導致遙被誣陷抄襲他人作品。
在對外以椎名直樹的身份亮相時則為穿著淺粉紅色的兔子布偶裝。
與未來平行時空的真一為戀人關係，卻特別憎恨太郎。
在翼意外被獸人帶到沉睡之森時亦進入沉睡之森內將翼救走。
與遙不同的是其個性較遙冷靜，並且其於變身為鬼Sister後亦能使用神輿不死鳥變身為黃金鬼Sister。
最後與未來平行時空的真一返回自己的時光，臨別前更留下信息請求遙替其完成《新·初戀英雄》最後一集的最後一部分。
未來的猿原 真一
演：別府由來（分飾）
來自未來的平行時空，於登場。
為接回未來平行時空的遙而來到眾人所在的時光，並且與其為戀人關係。
與真一不同的是其為有錢人，並且自創短歌。
最後與未來平行時空的遙返回自己的時光，臨別前真一更向其贈送自己創作俳句時的用紙與毛筆。

## Don Brothers的裝備

### 裝備／武器
共同裝備
Don衝擊槍
音效：濱野大輝
除了次郎外其他5位Don Brothers所持有的銃型變身器兼武器。
外觀為太陽眼鏡造型紅黃配色的槍械，使用「暴太郎齒輪」的力量可以施放各種不同的能力（如變身為機人太郎／歷代戰隊戰士等）；另外一旦有敵人出現，它們亦會自動替Don Brothers變身並傳送其到敵人出沒地點；而Don桃太郎亦能配合太陽眼鏡劍進行聯動攻擊。
太陽眼鏡
Don Brothers所擁有的特製太陽眼鏡，只要配戴上便能看到偽裝人類的亞諾尼以及隱藏在人類身上的人鬼。
鏡片所使用配色皆為隊員變身後的顏色，並在其變身後會化為頭盔上的眼罩部分。
當Don Brothers被夺去眼镜后便會失去变身能力，同时次郎亦能用其眼镜变身為相應的Don Brothers戰士。
Don扣帶
Don Brothers所使用的長方形收納腰帶。
其作用為收納暴太郎齒輪，而外觀則為紅黑色的腰帶，腰帶中心為紅色收納盒，盒子上有一個桃子的圖案。
暴太郎齒輪
Don Brothers所使用的齒輪型道具，在置入Don衝擊槍、龍虎之戟或虎的盾鑼後則可釋放相應的力量。
齒輪正面為超級戰隊的戰士或機人頭像，而不同於全開者的戰隊齒輪正反兩面圖像的設計，暴太郎齒輪只有單面；而歷代戰隊的暴太郎齒輪圖像則為歷代戰隊紅戰士（全開凱撒除外）或追加戰士的圖像。
使用超級戰隊的暴太郎齒輪進行變身時只能變身為與其本身色系相同的戰隊戰士（Don桃太郎與Don龍悟空／Don虎伏特除外），另外變身後的戰士服飾亦不會根據變身者的性別而有所改變。
個人裝備／武器
 Don桃太郎
太陽眼鏡劍
Don桃太郎的武器，其外觀為黃黑色太陽眼鏡造型的長劍。
可與Don衝擊槍聯動使用，刀刃呈照耀的彩色，是把能切割任何鋼鐵與陶瓷的絕妙之劍。
全開侏羅
由巨大化的全開侏羅機界變形的暴龍型機界模式。來自前作《機界戰隊全開者》，而此作則由全開凱撒BLACK召喚。
能以巨大的下顎咬碎敵人，並可擺盪強勁銳利的尾巴破壞敵人或將其擊飛。
圓矢騎乘者
為Don桃太郎所騎乘的鳥型超級機車，能以超高速奔馳，於《機界戰隊全開者》第42界／此作Don 1話初登場。
後罩中搭載了四座高能量引擎，前端的擬態盾能將敵人的攻擊反彈。
可藉由不可思議的跳台進入伊甸沃作戰。
神輿不死鳥
為Don桃太郎所持有的鳥型強化道具，外觀為全金配色的鳳凰，於Don 33話初登場。
高貴且優雅綻放著輝煌光芒的不死鳥，而翅膀處亦刻畫Don Brothers的標記。
Don桃太郎將其裝載於Don衝擊槍後會強化變身為黃金Don桃太郎；另外來自未來平行世界的遙／鬼Sister亦能使用神輿不死鳥變身為黃金鬼Sister。
而神輿不死鳥亦能進入伊甸沃巨大化後與Don鬼退神／虎龍鬼退神合體。
 Full Combo
鬼Sister的武器，於Don 10話初登場。
其外觀為黃色的狼牙棒，而其尖刺部分可作為導彈發射。
 Don龍悟空／ Don虎伏特
龍虎之戟
音效：朴璐美
為次郎的擬態變身器兼武器，於Don 15話初登場。
能按照次郎的擬態變身而變形為「長矛（Don龍悟空）」及「戰斧（Don虎伏特）」兩種型態。
在裝備暴太郎齒輪後則可施放歷代戰隊追加戰士的力量。
虎的盾鑼
Don龍悟空／Don虎伏特的鑼型武器，外觀為紅銀配色的鑼，於Don 16話初登場。
可裝備5枚歷代戰隊追加戰士齒輪，並能與龍虎斧戟發動聯合必殺。
其他戰士裝備
 全開凱撒BLACK
齒輪變身槍
全開凱撒BLACK所使用的銃型變身器兼武器。

## 機械太郎／機械太郎Alter

### 機械太郎
機械太郎，為Don Brothers使用機械太郎齒輪變身後之型態。
 Don機械太郎
由Don桃太郎變身的桃太郎型機械太郎，於Don 9話初登場。
戰力遊戲能力升級，背上噴射系統能讓其身體快速移動，製造龍捲風般的猛烈衝擊，在戰鬥中異常華麗。
擅長使用得意技能「心桃滅却・擬態光刃」以解決敵人。
為Don鬼退神的頭部、身軀。
 猿機械太郎
由猿Brother變身的猿猴型機械太郎，於Don 10話初登場。
力量遊戲能力升級，以雙臂重拳作為武器進行攻擊。
擅長使用堅硬的雙手臂撞擊地面，以猛烈的衝擊波將敵人噴飛。
為Don鬼退神的雙手臂、腹肌。
 鬼機械太郎
由鬼Sister變身的鬼型機械太郎，於Don 10話初登場。
團隊遊戲能力升級，擅長使用Full Combo發射像刺針的導彈刺刺煙花攻擊敵人，並且支援著隊友。
為Don鬼退神的右腿。
 犬機械太郎
由犬Brother變身的犬型機械太郎，於Don 10話初登場。
速度遊戲能力升級，充分利用尾巴的助推器巧妙地殺死敵人。
擅長使用爪子進行爆裂般爪擊與尖銳的牙齒進行猛烈般咬擊，也會以引以為傲的速度解決敵人。
為Don鬼退神的左腿。
 雉機械太郎
由雉Brother變身的雉雞型機械太郎，於Don 10話初登場。
特技遊戲能力升級，在空中四處飛翔，並會表演雜技與戰鬥。
擅長使用鳥喙啄擊，從空中俯衝加速後以全身穿透敵人。
為Don鬼退神的雙肩／翅膀、雙劍。
 Don機械悟空
由Don龍悟空變身的龍型機械太郎，於Don 23話初登場。
功夫遊戲能力升級，發動近距離戰鬥時用身體緊緊纏繞對手，束縛住敵人的行動。
擅長釋放強烈的龍之火焰秘術，將一切燃燒殆盡。
為虎龍攻神的胸／背／頭甲以及四肢。
 Don機械伏特
由Don虎伏特變身的虎型機械太郎，其身體色調則以有別於Don虎伏特其銀色的紫色為主，於Don 23話初登場。
狂野遊戲能力升級，以鋒利的爪子射出真空之刃，將對手斬成碎片。
擅長發射強大的虎之光波秘術，並伴隨著咆哮。
為虎龍攻神的身驅、頭部、內肢以及左爪。

#### 合體型態
Don全界王
由圓矢騎乘者（右半身）與全開侏羅（左半身）的「Don·全界合體」的組合，於《機界戰隊全開者》第42界 / 此作Don 1話初登場。
以化身劍作為武器，並旋轉發射右足的巨大齒輪Don飛踢爆破進行攻擊。
其必殺技為油門全開的必殺斬「Don・全開破壞」將敵人如桃子般一分為二。
Don鬼退神
為除了Don機械悟空與Don機械伏特外的5位Don Brothers各以機械太郎形態的合體，擁有與人類等身的形態以及巨大化形態，於Don 12話初登場。
會以雉雞劍對敵人進行憤怒的二刀流斬擊；從右肩的雉雞嘴部發射雉雞導彈給予敵人爆擊；可像犬一樣高速的衝刺移動；擅長使用右腿的「鬼速踢」對敵人施展高速的踢擊；可像雉雞般在空中高速飛翔，從高空中急速落下使用雙手鐵拳發動「天空猿連擊」，給予敵人一記重擊。
必殺技為使用雉雞劍發動像鬼神般的斬擊「一騎桃千·咚漂天國·機械太郎斬」將敵人一刀兩斷。
虎龍攻神
為Don機械悟空及Don機械伏特的合體形態，於Don 23話初登場。
以右手握著尾巴狀的劍熱烈貫戟及左手持有大爪子神盾擊器進行戰鬥，而必殺技為發動「龍拳·虎龍奧義·炎虎龍龍·次郎颶風」將敵人制裁。
虎龍鬼退神
為Don鬼退神與虎龍攻神發動吳越同舟的超絕大合體，於Don 28話初登場。
騎著一匹巨大化身馬，一邊衝刺一邊戰鬥，使用巨大的標槍雉雞標槍豪傑突進行突刺，以遠距離射程弓箭「騎射模式龍王箭」發動攻擊。
必殺技為7台機械太郎的幻象攻擊「天下桃一·咚漂幻象」，以7台機械太郎的連續攻擊將敵人擊敗。
 暗黑鬼退神村雨鯊
由Don村雨鲨以忍邪剑召唤的Don鬼退神暗黑型态，於Don 32話初登场。
黄金Don鬼退神
為Don鬼退神與神輿不死鳥的合體形態，於Don 34話初登场。
武器为金色的盾牌與以雉鸡剑合二为一的长矛。
必杀技为「不桃不屈·咚漂乌托邦」将敌人用光束击败。
虎龙鬼退神·极
由Don鬼退神、虎龍攻神以及神輿不死鳥合體的黄金驱鬼机器人，於Don 36話初登場。
其武器为由熱烈貫戟、神盾擊器與雉鸡剑组合的金色长矛；至於其必杀技为「銀河桃一·咚漂幻像·极」，抛出长矛击溃敌人。

### 機械太郎Alter
機械太郎Alter，為Don桃太郎、Don龍悟空／Don虎伏特及Don村雨鯊擁有的小型戰鬥系統。
 Don桃太郎Alter
由Don桃太郎所變身的迷你機械人模式，桃太郎外型的Alter，於初登場。
能手持太陽眼鏡劍來回飛梭，轟隆般橫衝直撞。
除此之外，還擅長將手腳收納變形為桃子模式，來擊退所有的攻擊。
當Don桃太郎變身該型態時其意識轉移至該機體內，期間其原有的身體會呈現無防備狀態。
   Don龍悟空Alter
由Don龍悟空所變身的迷你機械人模式，孫悟空外型的Alter，於初登場。
能手持龍虎之戟進行反彈攻擊及跳躍，可以變形為龍型態。
擅長以強烈龍捲風般給予敵人強力的一擊。
跟Don桃太郎一樣，其變身此型態時意識轉移至該機體內，期間其原有的身體仍會呈現無防備狀態。
 Don村雨鯊Alter
Don村雨鯊所變身的迷你機械人模式，鯊魚外型的Alter，於初登場。
揮舞著右臂的巨鋸，不斷地將目標逼入絕境。
變身成鯊魚模式時，擅長用大嘴咬緊牙關將其拖入水中。
特急者Alter
烈車外型的Alter，於初登場。
能藉由想像之力於空中創造出一條光輝的軌道，然後特急般抵達。
獸王者Alter
動物外型的Alter，於初登場。
以鷹、鯊、獅三枚方塊聯合對敵狂野般戰鬥。
龍裝者Alter
暴龍外型的Alter，於初登場。
配備兩肩裝設的火砲以射擊敵人。
忍忍者Alter
手裏劍外型的Alter，於初登場。
擅長以無人機型態的飛行技術般來戰鬥，可以讓Don龍悟空Alter騎乘。
魯邦連者Alter
快盜外型的Alter，於初登場。
巡邏連者Alter
警察外型的Alter，於初登場。

#### Alter合體型態
Don特急桃太郎Alter
由Don桃太郎Alter與特急者Alter共同合體的強化型Alter，於初登場。
從烈車頭響起警笛聲，給予敵人壓迫感。
擅長透過閘道手臂的開關轟隆地咬合，來阻斷敵人行動的能力。
Don獸王桃太郎Alter
由Don桃太郎Alter與獸王者Alter共同合體的強化型Alter，於初登場。
胸口的鷹首覺醒10.0的視力，並以王者的視覺將敵人鎖定。
擅長自由自在的翱翔，並以能量方塊對敵人轟隆地發射。
Don龍裝桃太郎Alter
由Don桃太郎Alter與龍裝者Alter共同合體的強化型Alter，於初登場。
從胸口前面的搭檔暴龍頭部噴出熊熊燃燒火焰灼傷敵人。
擅長使用左手的盾牌保護自己，使用右手的劍進行斬擊及捆綁。
Don忍忍龍悟空Alter
由Don龍悟空Alter與忍忍者Alter共同合體的強化型Alter，於初登場。
用胸口的核心手裏劍檢測敵人並用能量手裏劍進行攻擊。
擅長操作雙臂與雙肩上的忍者刀以撕裂及斬擊的戰鬥技巧。
VS武器Good Strike火箭炮
由魯邦連者Alter與巡邏連者Alter共同組合的Alter武器，於Don 41話初登場。

## 設定
王苦市
此作主要的舞台。
伊甸沃
一種潛藏在人類世界的虛擬實境層面，為腦人居住的世界。
Don Brothers須透過其各持有的特製太陽眼鏡才能看到這層面；另外Don Brothers與附身鬼王的戰鬥基本上也是在該層面所展開的特殊領域中進行，但戰鬥過程還是會影響到現實層面。
KIBI-POINT
為除了太郎與次郎外其他4位Don Brothers戰士所累積的點數，由五色田介人作為點數管理員。
使用累積的點數可以實現任何願望甚至離開隊伍；但如果點數使用不當或負數的話，就會招來不幸。
桃型膠囊
裝載嬰兒時期的太郎與次郎送到人類世界的桃子型神秘裝置。
白熊宅急便（SHIROKUMA EXPRESS）
太郎所工作的物流服務公司。
津野角高等學校
遙所就讀的高中。
浮沉浪漂
遙所打工的咖啡店，該店的老闆為五色田介人。
《初戀英雄》
遙所創作的出道作漫畫，讓她因此獲獎。
隨後因被指抄襲他人作品而被迫下架。
（PHEASANT CONSULTANT）
剛所就職的顧問公司。
太郎亦曾因「白熊」宅急便暫停營業而於該公司做短期兼職，但在之後就離職了。
華果
為次郎成長的農村，同時亦為沉睡之森的其中一個出入口。
實為荒無人煙的村莊，除了次郎與寺崎外，其村村民則為由寺崎製造的幻象，而在寺崎逝世後其村民亦繼而消失。
沉睡之森
獸人的異空間。
多名被獸人綁架兼且遭其複製的人類皆被囚禁於該處沉睡。
其出入口為囚禁陣的虛擬監獄以及華果村的水面滿月倒影。
饒恕之輪
外觀為彩色的神秘之輪，其暱藏於沉睡之森內。
擁有能釋放囚禁於異空間內曾成為人鬼的人類的力量。

## 製作團隊
製作人員：
- 原作：八手三郎
- Special Thanks：石之森章太郎
- 製作人：
  - tv asahi：井上千尋、大川武宏
  - 東映：白倉伸一郎、武部直美
  - 東映Agency：矢田晃一、深田明宏

- 劇本：井上敏樹、八手三郎
- 導演：田﨑龍太、中澤祥次郎、渡邊勝也、加藤弘之、山口恭平、諸田敏、茶谷和行
- 動作導演：福澤博文
- 配樂：山下康介
- 特攝導演：佛田洋
- 製作：tv asahi、東映、東映Agency

皮套演員：
-  Don桃太郎：淺井宏輔
-  猿Brother：竹內康博
-  鬼Sister：下園愛弓
-  犬Brother：岡田和也
-  雉Brother、 全開凱撒BLACK：高田將司
-  Don龍悟空／ Don虎伏特：伊藤茂騎
-  索諾伊腦人戰士型態：森博嗣
-  索諾妮腦人戰士型態：蜂須賀祐一
-  索諾薩腦人戰士型態：清家利一
-  Don村雨鯊：米岡孝弘
-  索諾希腦人戰士型態：齊藤謙也
-  索諾可腦人戰士型態：田畑渚
-  索諾洛克腦人戰士型態：草野伸介

## 播放列表
以下日期以當地時間（日本時間）為準：
| 日本首播日期 | 集數 | 標題 （日語）（漢譯） | 登場人鬼／人鬼王                 | 導演       |
| ------------ | ---- | --------------------- | -------------------------------- | ---------- |
| 2022/03/06   | 1    | 暴太郎                | - 紅鬼 - 紫蘇鬼 - 騎士龍鬼（王） | 田﨑龍太   |
| 2022/03/13   | 2    |                       | - 烈車鬼（王）                   | 田﨑龍太   |
| 2022/03/20   | 3    |                       | - 快盜鬼                         | 中澤祥次郎 |
| 2022/03/27   | 4    |                       | - 超力鬼                         | 中澤祥次郎 |
| 2022/04/03   | 5    |                       | - 警察鬼（王）                   | 渡邊勝也   |
| 2022/04/10   | 6    |                       | - 動物鬼                         | 渡邊勝也   |
| 2022/04/17   | 7    |                       | - 地球鬼（王）                   | 加藤弘之   |
| 2022/04/24   | 8    |                       | - 魔進鬼                         | 加藤弘之   |
| 2022/05/01   | 9    | 虛弱太郎與機械太郎    | - 特命鬼                         | 田﨑龍太   |
| 2022/05/08   | 10   | 鬼眼中的彩虹          | - 海賊鬼                         | 田﨑龍太   |
| 2022/05/15   | 11   |                       | - 手裏劍鬼                       | 山口恭平   |
| 2022/05/22   | 12   |                       | - 宇宙鬼（王）                   | 山口恭平   |
| 2022/05/29   | 13   |                       | - 獸電鬼（王）                   | 渡邊勝也   |
| 2022/06/05   | 14   |                       | - 高速鬼（王）                   | 渡邊勝也   |
| 2022/06/12   | 15   |                       | - 激走鬼                         | 渡邊勝也   |
| 2022/06/19   | 16   |                       | - 恐龍鬼（王）                   | 加藤弘之   |
| 2022/06/26   | 17   | 光與翼                | - 鳥鬼（王）                     | 加藤弘之   |
| 2022/07/03   | 18   |                       | -                                | 諸田敏     |
| 2022/07/10   | 19   |                       | - 炎神鬼（王）                   | 諸田敏     |
| 2022/07/17   | 20   |                       | - 五星鬼（王）                   | 山口恭平   |
| 2022/07/24   | 21   |                       | - 侍鬼                           | 山口恭平   |
| 2022/07/31   | 22   |                       | - 電磁鬼（王）                   | 渡邊勝也   |
| 2022/08/07   | 23   |                       | - 獸拳鬼（王）                   | 渡邊勝也   |
| 2022/08/14   | 24   |                       | - 忍者鬼（王）                   | 加藤弘之   |
| 2022/08/21   | 25   |                       | - 大鬼（王）                     | 加藤弘之   |
| 2022/08/28   | 26   |                       | -                                | 茶谷和行   |
| 2022/09/04   | 27   |                       | - 魔法鬼（王）                   | 田﨑龍太   |
| 2022/09/11   | 28   | 秘密的秘密            | - 科學鬼（王）                   | 田﨑龍太   |
| 2022/09/18   | 29   |                       | - 爆龍鬼（王）                   | 諸田敏     |
| 2022/09/25   | 30   |                       | - 超新星鬼（王）                 | 諸田敏     |
| 2022/10/02   | 31   |                       | - 天裝鬼                         | 山口恭平   |
| 2022/10/09   | 32   |                       | - 轟轟鬼                         | 山口恭平   |
| 2022/10/16   | 33   |                       | - 太陽鬼                         | 加藤弘之   |
| 2022/10/23   | 34   |                       | - 特搜鬼（王）                   | 加藤弘之   |
| 2022/10/30   | 35   | 摺紙之歌              | - 超獸鬼（王）                   | 田﨑龍太   |
| 2022/11/13   | 36   |                       | - 救急鬼（王）                   | 田﨑龍太   |
| 2022/11/20   | 37   |                       | - 星獸鬼（王）                   | 諸田敏     |
| 2022/11/27   | 38   |                       | - 電子鬼                         | 諸田敏     |
| 2022/12/04   | 39   |                       | - 邪鬼（王）                     | 山口恭平   |
| 2022/12/11   | 40   |                       | - 未來鬼（王）                   | 山口恭平   |
| 2022/12/18   | 41   |                       | - 光鬼                           | 渡邊勝也   |
| 2022/12/25   | 42   |                       | - 秘密鬼（王）                   | 渡邊勝也   |
| 2023/01/08   | 43   |                       | -                                | 田﨑龍太   |
| 2023/01/15   | 44   |                       | - 超電子鬼                       | 田﨑龍太   |
| 2023/01/22   | 45   |                       | - 百獸鬼（王）                   | 加藤弘之   |
| 2023/01/29   | 46   |                       | -                                | 加藤弘之   |
| 2023/02/05   | 47   | Don腦會議             | - 電擊鬼（王） - 世界鬼（王）    | 諸田敏     |
| 2023/02/12   | 48   |                       | - 電擊鬼（王） - 世界鬼（王）    | 諸田敏     |
| 2023/02/19   | 49   | 最後的回憶            | - 王樣鬼                         | 田﨑龍太   |
| 2023/02/26   | 50   |                       | -                                | 田﨑龍太   |

- 除了外，其餘集數的編劇皆為井上敏樹；而Don 26話的編劇則為八手三郎。

## 音樂
片頭曲：
作詞：及川眠子
作曲、編曲：富華莉
演唱：MORISAKI WIN
片尾曲：
作詞：渡部紫緒
作曲、編曲：坂部剛
演唱：MORISAKI WIN
插曲：

作詞、作曲、演唱：大西洋平
編曲：渡部傑魯

作詞：金子麻友美
作曲：久下真音、金子麻友美
編曲：久下真音
演唱：和泉風花

作詞：八手三郎
作曲、編曲：山下康介
演唱：濱野大輝

作詞：及川眠子
作曲、編曲：山下康介
演唱：谷本貴義

作詞、作曲：高取秀明
編曲：籠島裕昌
演奏：ZETKI
演唱：Don桃太郎／桃井太郎（樋口幸平）、索諾伊（富永勇也）

作詞：八手三郎
作曲：山下康介
編曲：龜山耕一郎
演唱：NewJack拓郎

作詞、作曲、編曲、演唱：岩崎貴文　
角色曲：

作詞：水野元氣
作曲、編曲：馬渕直純
演唱：Don桃太郎／桃井太郎（樋口幸平）

作詞：水野元氣
作曲、編曲：設樂哲也
演唱：猿Brother／猿原真一（別府由來）

作詞：eNu
作曲、編曲：馬渕直純
演唱：鬼Sister／鬼頭遙（志田琥珀）

作詞：eNu
作曲、編曲：設樂哲也
演唱：犬Brother／犬塚翼（柊太朗）

作詞：水野元氣
作曲、編曲：Tak Miyazawa
演唱：雉Brother／雉野剛（鈴木浩文）

作詞：水野元氣
作曲、編曲：設樂哲也
演唱：Don龍悟空／Don虎伏特／桃谷次郎（石川雷藏）

作詞：水野元氣
作曲、編曲：馬渕直純
演唱：索諾伊（富永勇也）

作詞：eNu
作曲、編曲：馬渕直純
演唱：索諾妮（宮崎亞美紗）

作詞：水野元氣
作曲、編曲：Tak Miyazawa
演唱：索諾薩（高橋慎之介）

作詞、作曲、編曲：富華莉
演唱：Don村雨鯊（村瀨步）

作詞：八手三郎
作曲、編曲：大石憲一郎
演唱：Don桃太郎（樋口幸平）、猿Brother（別府由來）、鬼Sister（志田琥珀）、犬Brother（柊太朗）、雉Brother（鈴木浩文）、Don龍悟空／Don虎伏特（石川雷藏）、索諾伊（富永勇也）、索諾妮（宮崎亞美紗）、索諾薩（高橋慎之介）

## 其他相關媒體

### 劇場版
《暴太郎戰隊Don Brothers THE MOVIE 新·初戀英雄》
此作的獨立劇場版，於2022年7月22日上映。
《暴太郎戰隊Don BrothersVS全開者》
此作與《機界戰隊全開者》的VS劇場版，於2023年5月3日上映。
《王樣戰隊帝王者VSDon Brothers》
此作與《王樣戰隊帝王者》的VS劇場版，於2024年4月26日上映。

### 電視劇集
《機界戰隊全開者》
2022年1月9日（第42界），此作紅色戰士（Don桃太郎）先行登場。

### 衍生劇場
《暴太郎戰隊Don Brothers meets 假面騎士電王 目標！DON 王》
此作與《假面騎士電王》聯動小作品，共3集。
《暴太郎戰隊Don Brothers meets 前輩者》
《忍風戰隊破裏劍者 with Don Brothers》
《爆龍戰隊暴連者 with Don Brothers》
《暴太郎戰隊Don Brothers VS 暴太郎戰隊Don Buris》

### 網路漫畫
《初戀英雄》
此作的衍生漫畫，於東映特撮Fan Club獨家配信，由富士Motomame著作。第1集的前篇於2022年3月6日發佈；而該集後篇則於同月13日發佈。

## 超級英雄時間相關條目
- 2022春《假面騎士REVICE》（第25-50集）
- 2022秋《假面騎士GEATS》（第1-24集）

## 海外播放

### 中國內地
中國內地曾於2022年12月25日至2023年12月3日期間每週日上午10時30分由愛奇藝、优酷更新一集，並分為日語及普通話配音兩版，此作也是中國內地繼2003年播出《百獸戰隊牙吠連者》後再度引進的《超級戰隊系列》作品。2023年7月23日，此作正式於哔哩哔哩上線。

### 香港
香港ViuTV曾於2023年6月18日至2024年5月26日期間每週日上午9時30分以日語及粵語配音雙語播出，並且於節目完結後於ViuTV官方網站及手機應用程式提供限時的免費重溫。
| 香港 ViuTV 星期日 09:30 - 10:00 | 香港 ViuTV 星期日 09:30 - 10:00                        | 香港 ViuTV 星期日 09:30 - 10:00 |
| ------------------------------- | ------------------------------------------------------ | ------------------------------- |
|                                 | 暴太郎戰隊 DONBROTHERS （2023年6月18日-2024年5月26日） |                                 |
| 百變小露露7                     | 國王戰隊帝王者                                         |                                 |

### 台湾
台灣東森幼幼台曾於2023年6月16日至2024年5月31日期間每週五下午5時30分首播國語配音版，並於隔天下午4時30分重播；另外網絡播放平台中華電信MOD以及Hami Video亦於2023年7月7日至2024年6月14日期間每週五深夜12時發佈一集；而東森幼幼台超級總動員YouTube頻道曾於同年9月15日至2024年7月26日期間每週五下午6時發佈一集，主頻道亦於同年9月30日至2024年8月10日期間每週六下午5時發佈一集。
| 台灣 東森幼幼台 星期五 17:30 - 18:00 | 台灣 東森幼幼台 星期五 17:30 - 18:00       | 台灣 東森幼幼台 星期五 17:30 - 18:00 |
| ------------------------------------ | ------------------------------------------ | ------------------------------------ |
|                                      | 暴太郎戰隊 （2023年6月16日-2024年5月31日） |                                      |
| 妙妙犬布麗                           | 國王戰隊                                   |                                      |

## 外部連結
- 《暴太郎戰隊Don Brothers》朝日官網 （页面存档备份，存于） （日語）

- 《暴太郎戰隊Don Brothers》東映官網 （页面存档备份，存于）（日語）

- 《暴太郎戰隊Don Brothers》X.com （页面存档备份，存于）（日語）

- 《超級戰隊系列》萬代官網 （页面存档备份，存于）（日語）